# Gran Premio de Quebec 2015
La 6.ª edición del Gran Premio de Quebec fue una carrera ciclista que se disputó el 11 de septiembre de 2015 en un circuito de 12,6 kilómetros en la ciudad de Quebec, al que se le dieron 16 vueltas para completar un total de 201,6 kilómetros.
La carrera perteneció al UCI WorldTour 2015 siendo la vigesimoquinta competición del calendario de máxima categoría mundial.
El ganador fue el colombiano Rigoberto Urán (Etixx-Quick Step) quien lanzó un ataque a menos de un kilómetro para la llegada. Con una recta final en ascenso, Urán logró mantener los escasos metros que llevaba cruzando la meta primero, con el pelotón detrás de él pero sin llegar a alcanzarlo. Segundo y tercero se hubicaron el Michael Matthews (Orica-GreenEDGE) y Alexander Kristoff (Katusha).

## Equipos participantes
Tomaron parte en la carrera veintiún equipos: los diecisiete UCI ProTeam (al tener asegurada y ser obligatoria su participación), más tres equipos Profesionales Continentales y una selección nacional de Canadá invitados por la organización. Cada formación estuvo integrada por ocho corredores, formando así un pelotón de 168 ciclistas de los que finalizaron 130.
| Equipo                      | Cód. UCI | Categoría               |
| --------------------------- | -------- | ----------------------- |
| AG2R La Mondiale            | ALM      | UCI ProTeam             |
| Astana Pro Team             | AST      | UCI ProTeam             |
| BMC Racing Team             | BMC      | UCI ProTeam             |
| Etixx-Quick Step            | EQS      | UCI ProTeam             |
| FDJ                         | FDJ      | UCI ProTeam             |
| IAM Cycling                 | IAM      | UCI ProTeam             |
| Team Katusha                | KAT      | UCI ProTeam             |
| Lampre-Merida               | LAM      | UCI ProTeam             |
| Lotto Soudal                | LTS      | UCI ProTeam             |
| Movistar Team               | MOV      | UCI ProTeam             |
| Orica GreenEDGE             | OGE      | UCI ProTeam             |
| Team Sky                    | SKY      | UCI ProTeam             |
| Team Cannondale-Garmin      | TCG      | UCI ProTeam             |
| Tinkoff-Saxo                | TCS      | UCI ProTeam             |
| Trek Factory Racing         | TFR      | UCI ProTeam             |
| Team Giant-Alpecin          | TGA      | UCI ProTeam             |
| Team Lotto NL-Jumbo         | TLJ      | UCI ProTeam             |
| Bora-Argon 18               | BOA      | Profesional Continental |
| Drapac Professional Cycling | DPC      | Profesional Continental |
| Team Europcar               | EUC      | Profesional Continental |
| Selección de Canadá         |          |                         |

## Clasificación final
| Pos. | Ciclista           | Equipo              | Tiempo          | Puntos UCI |
| ---- | ------------------ | ------------------- | --------------- | ---------- |
| 1.º  | Rigoberto Urán     | Etixx-Quick Step    | 5 h 09 min 47 s | 80         |
| 2.º  | Michael Matthews   | Orica GreenEDGE     | m.t.            | 60         |
| 3.º  | Alexander Kristoff | Katusha             | m.t.            | 50         |
| 4.º  | Tom Slagter        | Cannondale-Garmin   | m.t.            | 40         |
| 5.º  | Diego Ulissi       | Lampre-Merida       | m.t.            | 30         |
| 6.º  | Bauke Mollema      | Trek Factory Racing | m.t.            | 22         |
| 7.º  | Philippe Gilbert   | BMC Racing          | m.t.            | 14         |
| 8.º  | Tony Gallopin      | Lotto Soudal        | m.t.            | 10         |
| 9.º  | Warren Barguil     | Giant-Alpecin       | m.t.            | 6          |
| 10.º | Greg Van Avermaet  | BMC Racing          | m.t.            | 2          |

| 11.º | Tanel Kangert        | Astana            | m.t.  |
| 12.º | Simon Geschke        | Giant-Alpecin     | m.t.  |
| 13.º | Anthony Roux         | FDJ               | m.t.  |
| 14.º | Michał Kwiatkowski   | Etixx-Quick Step  | m.t.  |
| 15.º | Andriy Grivko        | Astana            | m.t.  |
| 16.º | Ryder Hesjedal       | Cannondale-Garmin | m.t.  |
| 17.º | Paul Voss            | Bora-Argon 18     | m.t.  |
| 18.º | Arthur Vichot        | FDJ               | m.t.  |
| 19.º | Lars Petter Nordhaug | Sky               | a 6 s |
| 20.º | Robert Gesink        | LottoNL-Jumbo     | m.t.  |